# Негрибка
Негрибка (пол. Nehrybka) — село на Закерзонні в Польщі, у гміні Перемишль Перемишльського повіту Підкарпатського воєводства.
Населення — 1070 осіб (2011).

## Розташування
Розміщене недалеко від кордону з Україною. Село розташоване за 4 км на південний схід від Перемишля та 65 км на південний схід від Ряшева.

## Назва
В ході кампанії ліквідації українських назв Негрибка в 1977-1981 рр. називалася Подґродзє (пол. Podgrodzie).

## Історія
Село вперше згадується під 1363 роком у грамоті Негрибського священика Якова про передачу своєї землі на потреби Миколаївської церкви у Перемишлі. Також село згадується у 1389 році, у документі короля Владислава Ягайла про надання магдебурзького права Перемишлю. Село входило до 1772 р. до складу Перемиського староства Перемишльської землі Руського воєводства.
У 1880 р. село належало до Перемишльського повіту Королівства Галичини та Володимирії Австро-Угорської імперії, у селі було 610 жителів, а на землях фільварку — 141 мешканець; (більшість — греко-католики, за винятком 15 римо-католиків).
У 1939 році в селі проживало 910 мешканців, з них 730 українців-грекокатоликів, 40 українців-римокатоликів, 80 поляків, 40 польських колоністів міжвоєнного періоду і 20 євреїв. Село входило до ґміни Германовичі Перемишльського повіту Львівського воєводства.
Наприкінці вересня 1939 р. село зайняла Червона армія. 27.11.1939 постановою Президії Верховної Ради УРСР село у складі повіту включене до новоутвореної Дрогобицької області. В червні 1941, з початком Радянсько-німецької війни, село було окуповане німцями. В липні 1944 року радянські війська заволоділи селом, а в березні 1945 року село зі складу Дрогобицької області передано Польщі. Українців добровільно-примусово виселяли в СРСР. Решту українців грабували і вбивали польське військо і банди поляків, а 69 осіб у 1947 р. задля етнічної чистки під час проведення Операції «Вісла» було виселено на понімецькі землі у західній та північній частині польської держави.
У 1975-1998 роках село належало до Перемишльського воєводства.

## Демографія
Демографічна структура станом на 31 березня 2011 року:
|          | Загалом | Допрацездатний вік | Працездатний вік | Постпрацездатний вік |
| -------- | ------- | ------------------ | ---------------- | -------------------- |
| Чоловіки | 537     | 121                | 367              | 49                   |
| Жінки    | 533     | 100                | 334              | 99                   |
| Разом    | 1070    | 221                | 701              | 148                  |

## Церква
У 1542 р. в селі документуються церква і священик.
У 1885 р. українці збудували муровану греко-католицьку церкву Першомученика Стефана. До їх депортації була парафіяльною церквою, яка належала до Перемиського деканату Перемишльської єпархії. Після депортації українців церква перетворена на костел.